# Tokugawa Munemasa
Tokugawa Munemasa (徳川 宗将) (né le 6 avril 1720, mort le 14 avril 1765) est un daimyo du milieu de l'époque d'Edo à la tête du domaine de Wakayama.

## Source de la traduction
- (en) Cet article est partiellement ou en totalité issu de l’article de Wikipédia en anglais intitulé « Tokugawa Munemasa » (voir la liste des auteurs).